# USB-Massenspeicher

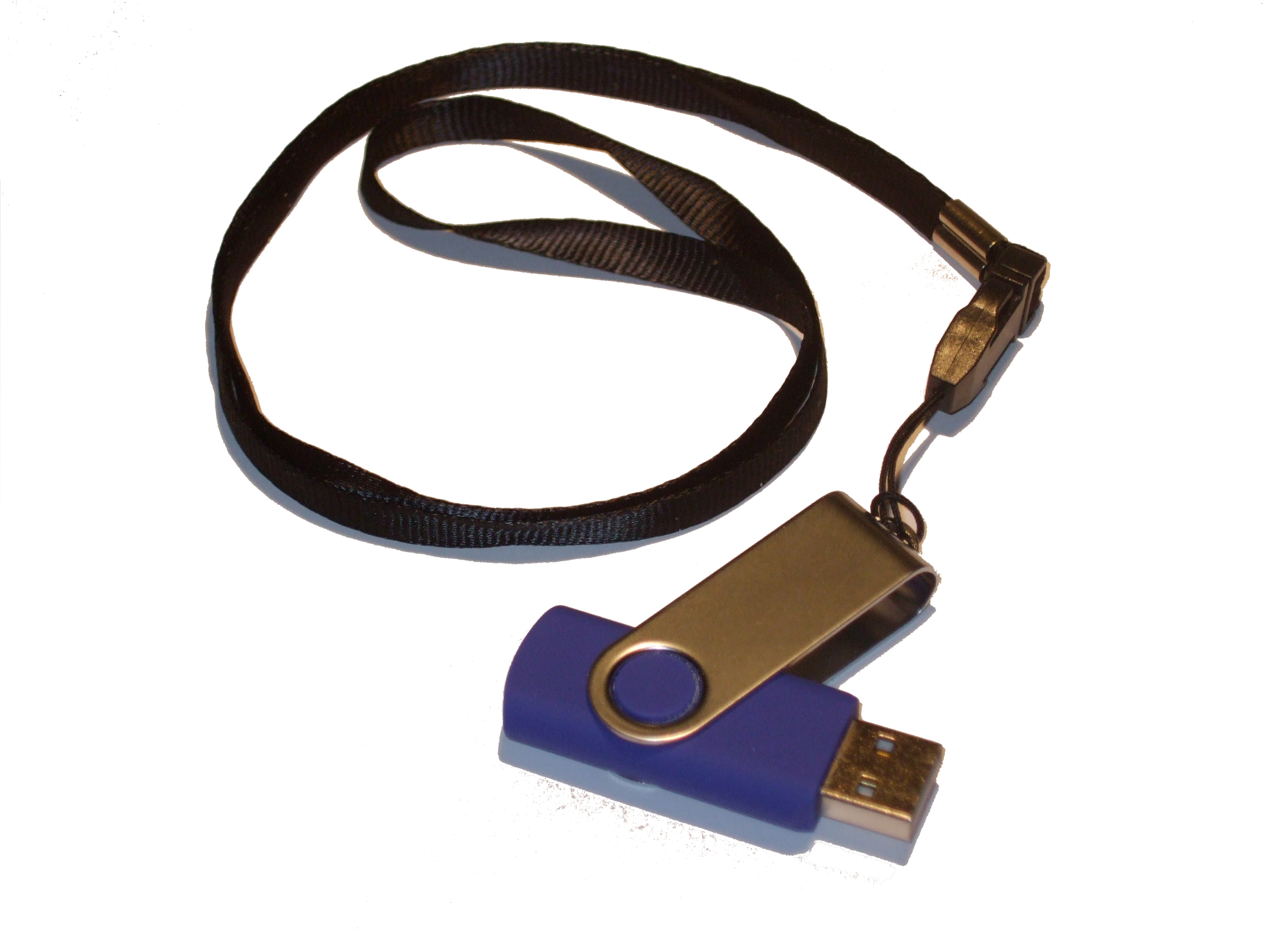
USB-Speicherstick mit Trageschlaufe

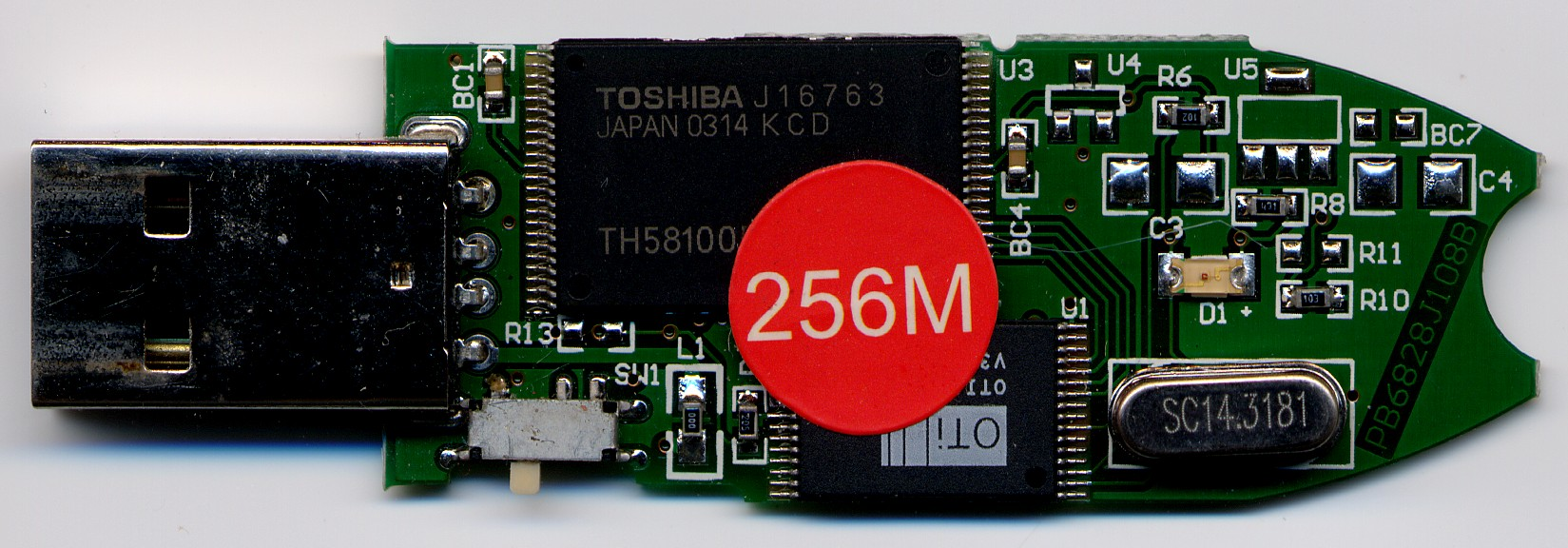
USB-Stick, Gehäuse entfernt

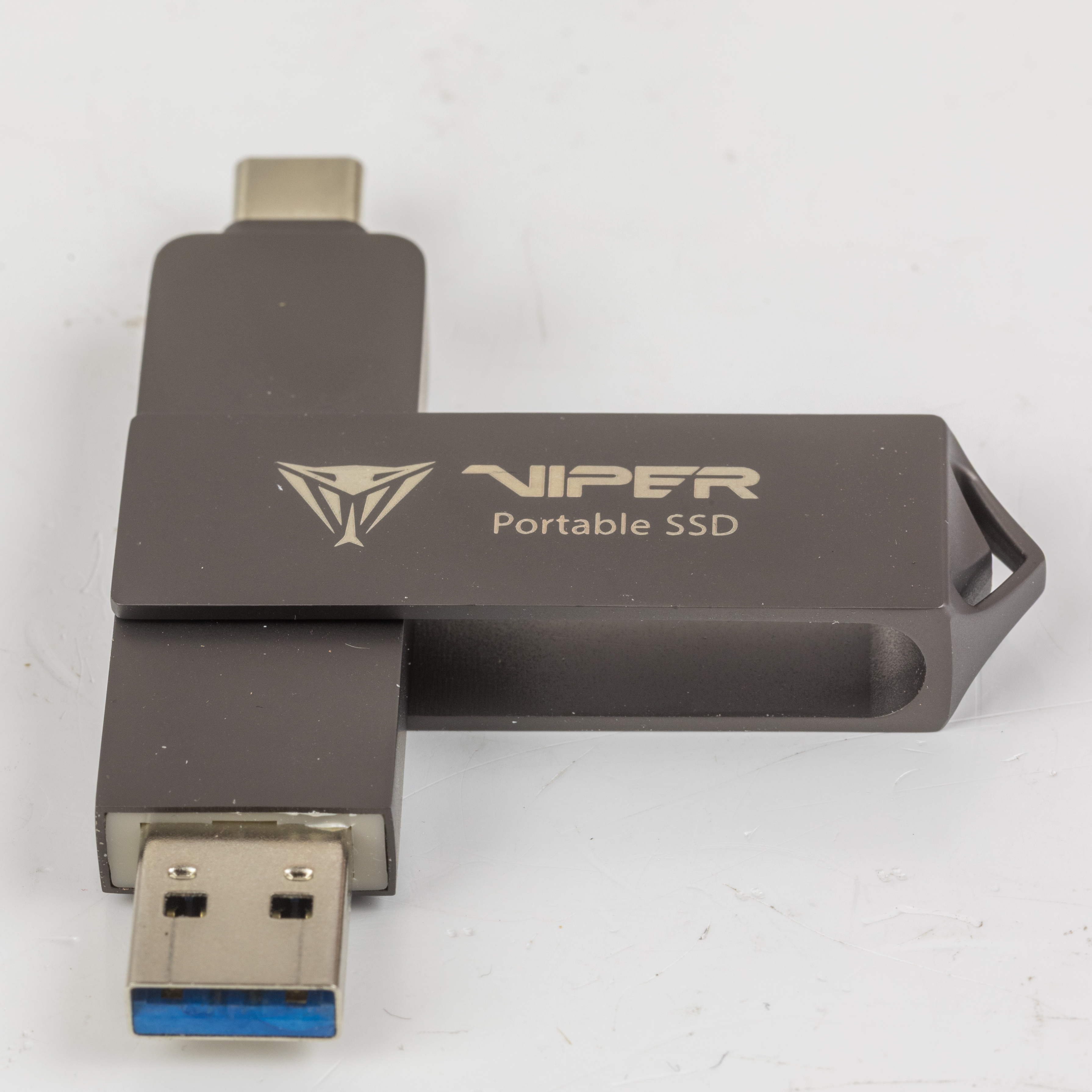
Portable SSD mit Anschlüssen USB-A (vorn) und USB-C (hinten), jeweils Spezifikation 3.2 Gen 2 mit Datenübertragungsrate 10 Gbit/s, Kapazität 2 Terabyte

USB-Massenspeicher (englisch USB mass storage device, UMS) sind Geräte, die über den Universal Serial Bus (USB) kommunizieren und einen eingebauten Datenspeicher besitzen und überwiegend als Wechseldatenträger benutzt werden.
Häufige Verwendung finden sie in Form von USB-Speichersticks, verkürzt und verallgemeinert auch USB-Sticks genannt, sowie externen Festplatten. USB-Sticks haben durch ihre höhere Speicherkapazität und Zugriffsgeschwindigkeit sowie ihre einfachere Handhabung andere Massenspeicher mit dem Anwendungsprofil „Wechseldatenträger“ wie die Diskette, die CD-RW und das Iomega Zip verdrängt. Das Speichersystem ist meist ein Flash-Speicher. Externe Festplatten werden vorwiegend zu Datensicherungs-Zwecken eingesetzt.
Zu den USB-Massenspeichern gehören auch alle anderen Massenspeicher, die über USB an einen Computer angeschlossen werden, wie etwa externe SSDs, Diskettenlaufwerke sowie die meisten MP3-Player und Digitalkameras mit integriertem Speicher.

## USB-Schnittstelle
USB-Massenspeicher gibt es für den USB-1.1-Bus, den wesentlich schnelleren USB-2.0-Bus sowie den USB-3.0-Bus mit max. 625 MByte/s. Mittlerweile gibt es auch schon 3.1 USB-Speicher. USB-2.0-fähige Massenspeicher können theoretisch an einer USB-2.0-Schnittstelle Daten mit einer Übertragungsrate von bis zu 480 Mbit/s (60 MByte/s) speichern und auslesen, in der Praxis werden jedoch aufgrund des großen Protokoll-Overheads selten mehr als 30–35 MByte/s erreicht. Der USB-2.0-Bus ist abwärtskompatibel zum USB-1.1-Bus, allerdings reduziert sich die Übertragungsrate auf 12 Mbit/s (1,5 MByte/s).
2008 wurden die neuen Spezifikationen für die USB-3.0-Schnittstelle vorgestellt. USB-3.0-Massenspeichergeräte werden von den meisten aktuellen Betriebssystemen automatisch erkannt; einige ältere Betriebssysteme (zum Beispiel Windows 98, XP) setzen für die Verwendung von USB-3.0-Massenspeichergeräten die Installation eines Treibers voraus. Im Jahre 2013 liegen die Speicherkapazitäten von USB-3.0-Sticks zwischen einigen MB und 1 TB. USB 3.0 verfügt über den Übertragungsmodus „SuperSpeed“ (von USB 2.0 unterscheidbar durch die blaue Schnittstelle und die Bezeichnung SS) mit einer Übertragungsrate von bis zu 5 Gbit/s – mehr als zehnmal so schnell wie die höchste USB-2.0-Übertragungsgeschwindigkeit von 480 Mbit/s. Viele neuere USB-3.0-Sticks besitzen minimale Abmessungen; einige Modelle sind kleiner als eine 1-Euro-Münze.
Für USB-Geräte existiert keine Verriegelung, sodass diese jederzeit vom Computer getrennt werden können. Geschieht das, während gerade Daten auf das Gerät geschrieben werden, kommt es ohne Vorwarnung zu Datenverlusten. Um das zu verhindern, sollte dem Betriebssystem mitgeteilt werden, dass das entsprechende Gerät entfernt werden soll. Nach Abschluss aller Schreiboperationen auf das Gerät erfolgt eine Rückmeldung, dass das Gerät nun entfernt werden kann.
Beim Design der vom USB-Standard definierten Stecker und Buchsen wurde dem Problem der Aufrechterhaltung der Energieversorgung beim Abziehen des Steckers Rechnung getragen, indem die beiden äußeren Pins der Stecker, an denen die Versorgungsspannung anliegt, länger sind als die beiden mittleren, über die die Kommunikation abgewickelt wird.

## Unterstützung durch Betriebssysteme
Moderne Betriebssysteme erkennen USB-Massenspeicher automatisch. Bei älteren Betriebssystemen, deren Entwicklung vor dem Jahr 2000 abgeschlossen wurde, ist es unter Umständen notwendig, vor der Verwendung entsprechende Treiber zu installieren. Bei Betriebssystemen, die USB nicht unterstützen, ist ein USB-Gerät generell nur dann verfügbar, wenn zuerst ein Treiber für den Bus installiert wurde.
Die Behandlung der USB-Massenspeicher ist von Betriebssystem zu Betriebssystem unterschiedlich:
- Unter Windows erscheint nach dem Einstecken eines USB-Massenspeichers ein (oder mehrere) zusätzlicher logischer Datenträger, meist als Laufwerk bezeichnet, dem ein freier sog. Laufwerksbuchstabe zugeordnet wird. Der USB-Massenspeicher kann ganz vom System abgemeldet werden (über das Taskleistensymbol) oder einzelne logische Datenträger „ausgeworfen“ werden (Über das Kontextmenü des Datenträger-Symbols).
- Unter macOS werden alle lesbaren logischen Datenträger des USB-Sticks (hier als Volumen bezeichnet) beim Einstecken automatisch mit ihrem Namen aktiviert („gemountet“), deaktiviert werden Volumen beispielsweise durch Ziehen auf den Papierkorb.
- Unter Linux werden die meisten USB-Massenspeicher vom Kernelmodul usb-storage verwaltet, das die USB-Massenspeicher ins SCSI-Subsystem einbindet. USB-Massenspeicher erscheinen unter Linux also üblicherweise als SCSI-Device.

## USB-Speicherstick

### Bezeichnungen
Bei dem Begriff USB-(Speicher-)Stick handelt es sich nicht um einen deutschen Scheinanglizismus, wie häufig vermutet. Die Eindeutschungen USB-Stift oder USB-Speicherstab sind ungebräuchlich. (USB) Flash (ROM) Drive bezeichnet die Technik allgemein und ist nicht auf stiftförmige Geräte beschränkt. Im Englischen ist USB flash drive die gebräuchlichste Bezeichnung für einen USB-Speicherstick, wegen seiner Größe auch USB key oder thumb drive. Gelegentlich wird der Begriff Memory Stick verwendet, welcher eigentlich eine geschützte Marke für eine gleichnamige Speicherkarte der Firma Sony ist.

### Technik
Beim USB-Speicherstick handelt es sich um einen passiven Datenträger in einem kompakten Gehäuse. Die Daten werden elektronisch auf einem Flash-Speicher gespeichert. Der israelische Ingenieur Dov Moran (* 1956) gilt als Erfinder des USB-Sticks, die er mit seiner Firma M-Systems entwickelte. Ende 2006 wurde M-Systems für 1,6 Milliarden US-Dollar an SanDisk verkauft.
Anerkannte Verfahren zur Prüfung der Lebensdauer und Robustheit von USB-Speichersticks gibt es nicht. Nach Herstellerangaben bleiben darauf gespeicherte Daten bis zu zehn Jahre lang erhalten. Die Speicherzellen der Sticks sind von Verschleiß betroffen. Gelesen werden können sie zwar theoretisch unbegrenzt, jedoch garantieren die Hersteller nur 100.000 bis 1 Mio. Schreibzyklen pro Speicherzelle. Deshalb sorgt die Controller-Elektronik dafür, dass zu ändernde Speicherstellen nach jedem Schreiben auf einem physisch anderen Bereich liegen. Portable Software, wie etwa Apache OpenOffice Portable, vermeiden aus diesem Grund allzu häufige Schreibzugriffe.
Die in USB-Sticks eingebauten Flash-Speicher-Chips sind häufig von minderer Qualität aufgrund des hohen Preisdrucks bei dieser Geräteart; die qualitativ hochwertigeren Chips der Produktion werden meist für SD-Karten verwendet oder in Solid-State-Drives eingebaut. Vom Gebrauch als Backup-Medium wird abgeraten.
Die ersten Sticks kamen im Jahr 2000 mit einer Speicherkapazität von 8 Megabyte auf den Markt. Mittlerweile (April 2017) gibt es Produkte mit einer Kapazität von bis zu zwei Terabyte. Gelegentlich verfügt die Firmware der Geräte über zusätzliche Funktionen, beispielsweise zur Datenverschlüsselung auf dem Stick. Die Abmessungen von USB-Sticks werden immer geringer. Der kleinste derzeit bekannte Stick ist lediglich 20 × 15 × 3 mm groß und hat ein Gewicht von zwei Gramm (Stand Januar 2012).

Icon eines USB-Speichersticks
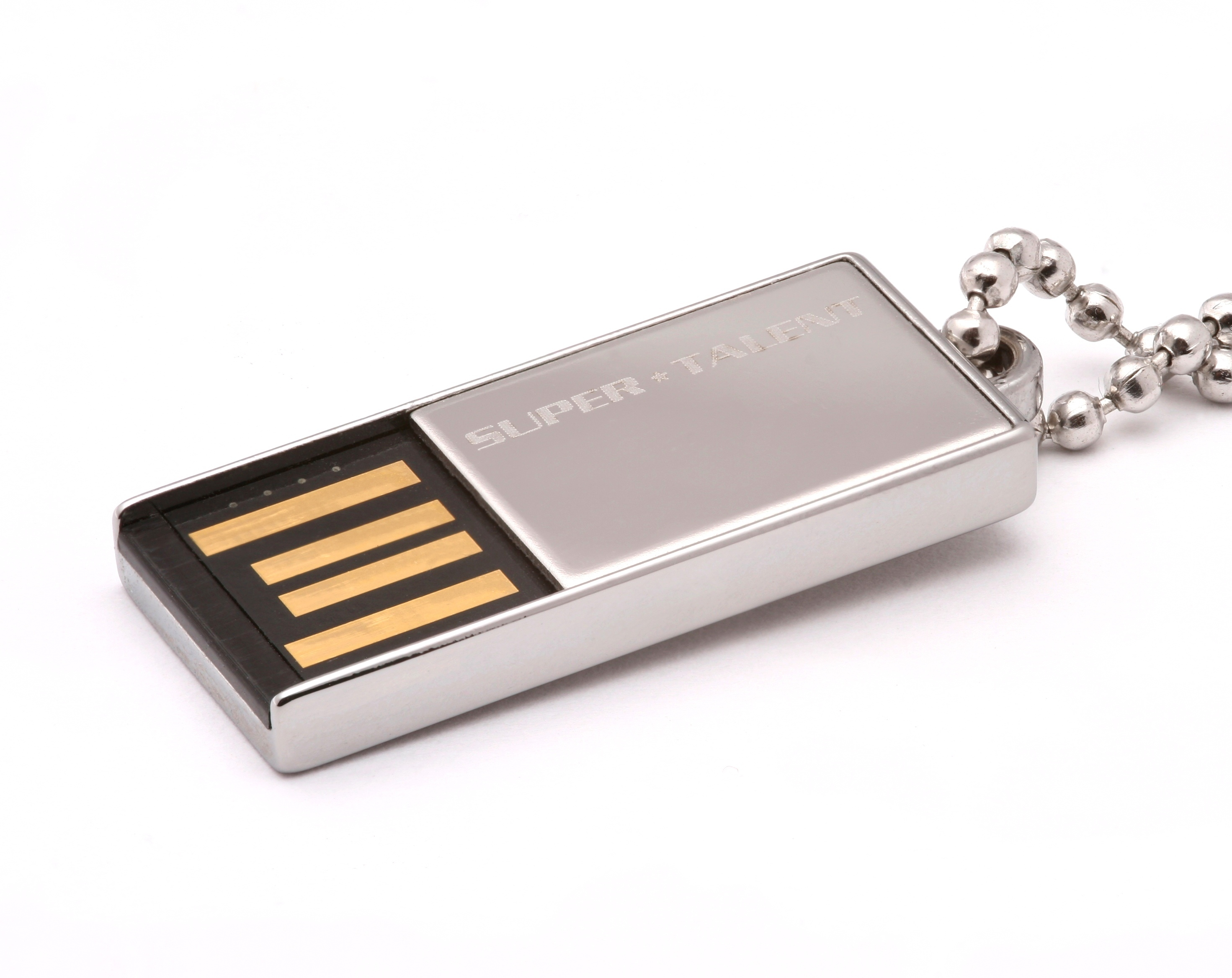
Miniaturausführung eines 8-GB-USB-Speichersticks (ca. 31 × 13 × 3,5 mm)
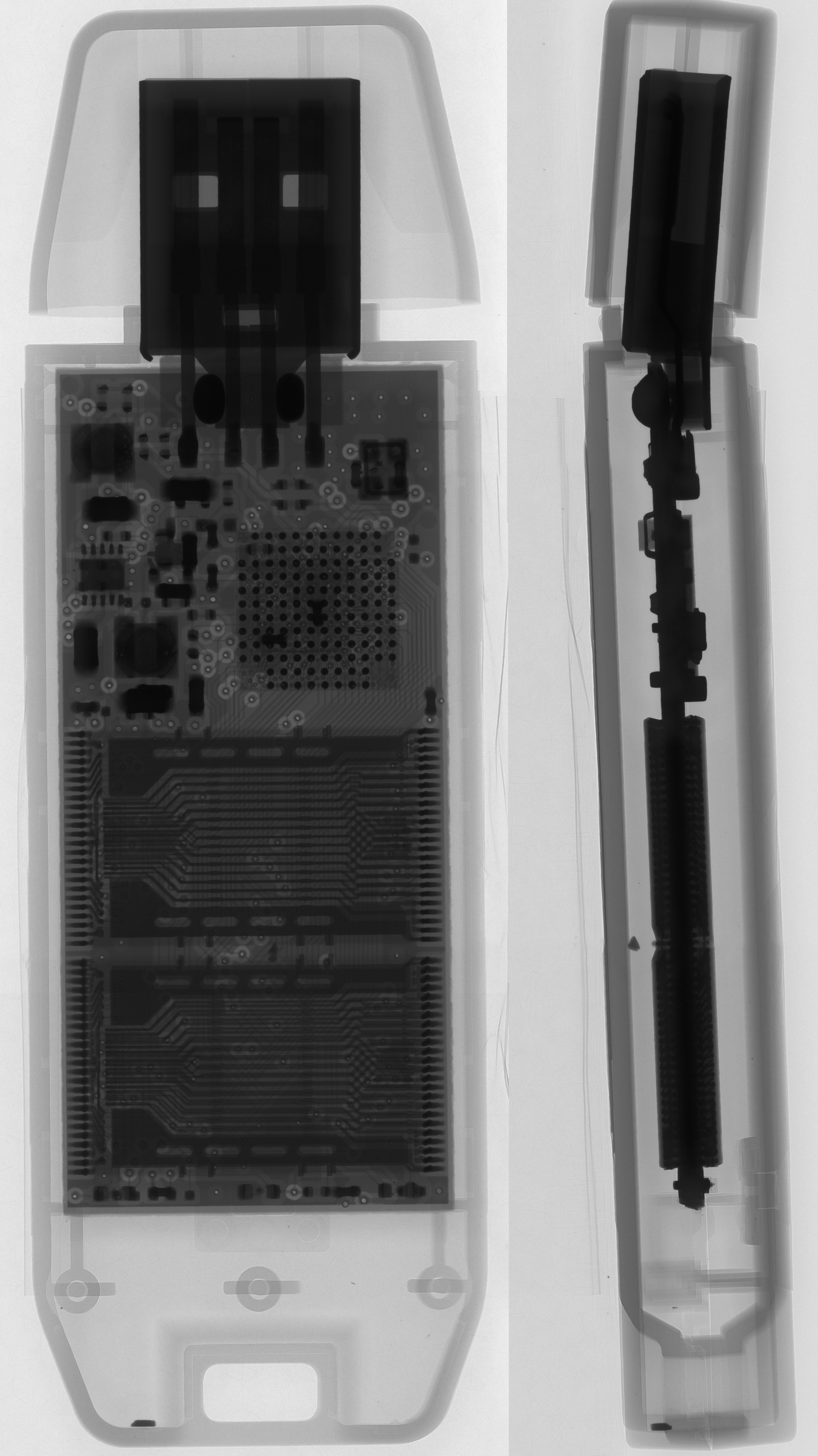
Defekter 32-GB-USB-Stick Intenso High Speed im Röntgenbild
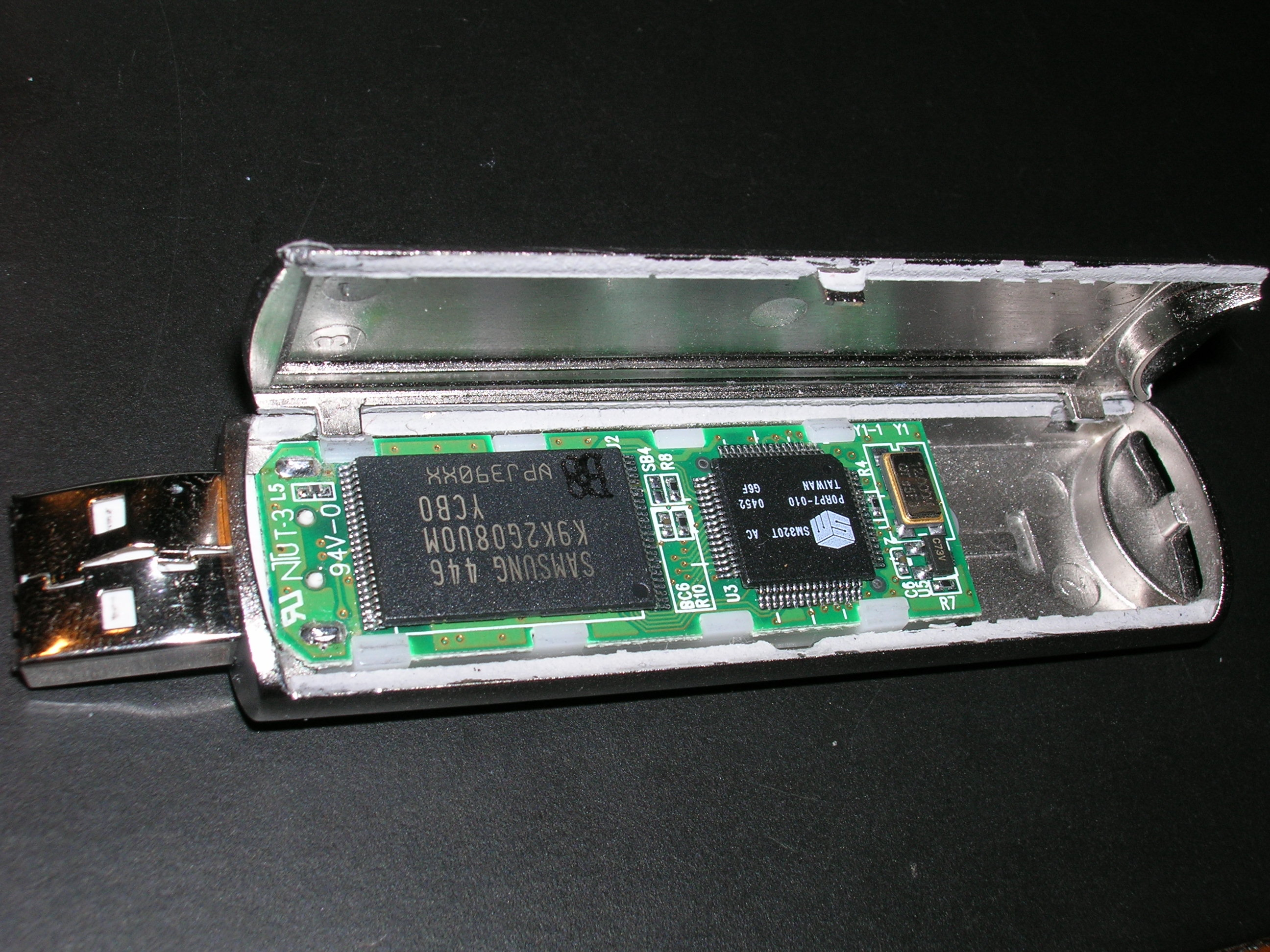
Innenansicht: Flashspeicherchip (links) / Controllerchip (rechts)

### ReadyBoost
Die Microsoft-Betriebssysteme ab Version Microsoft Windows Vista bringen eine ReadyBoost genannte Funktion mit, die einen kleinen Teil der Festplatte auf dem Stick zwischenspeichert („caching“), um die langen Latenzen (Zugriffszeiten) der Platte zu umgehen. Nur bei kleinen und zufälligen Datenzugriffen ist der Stick schneller (abgesehen von einigen High-Performance-USB-3.0-Sticks), ansonsten erfolgt der Zugriff von der Festplatte. Geeignet sind nur schnelle Sticks. Wichtig ist hier neben dem Durchsatz vor allem die geringe Latenz beim Zugriff. Tests ergaben keine signifikanten Geschwindigkeitsvorteile.

## Manipulationen

### Manipulierte Controllerchips
Bereits 2002 wurden USB-Sticks mit manipulierten Controllerchips gefunden, die dem Betriebssystem eine deutlich größere Speicherkapazität vortäuschten als tatsächlich vorhanden war. Da beim Schreibvorgang, etwa beim Kopieren oder Verschieben von Dateien auf den USB-Stick, üblicherweise keine Integritätsprüfung stattfindet, verursachen solche Sticks zwangsläufig einen Datenverlust, sobald sie über den tatsächlich vorhandenen Speicher hinaus beschrieben werden. Bemerkt wird dieser Datenverlust erst dann, wenn die Daten wieder gelesen werden sollen.
Es sind kostenlose Softwareprogramme verfügbar, mit denen die tatsächliche Speicherkapazität ermittelt werden kann, etwa h2testw oder f3 Fight Flash Fraud. Der auf SD-Karte#Fälschungen dargestellte Sachverhalt gilt sinngemäß auch für USB-Speichersticks.

### BadUSB-Problem
2014 wurde bekannt, dass durch Manipulation der Firmware herkömmlicher Controllerchips, welche in den USB-Sticks verschiedener Hersteller eingebaut sind, Tastatureingaben möglich sind, die ein System kompromittieren und somit ein Sicherheitsrisiko darstellen können. Dieses als BadUSB bezeichnete Problem ist in der Protokollspezifikation des Universal Serial Bus (USB) selbst begründet und wurde bereits früher entdeckt und 2011 veröffentlicht. Ein Controllerchip kann sich demnach dem Betriebssystem gegenüber nicht nur als Speichergerät ausweisen, sondern auch als Eingabegerät wie etwa Maus oder Tastatur. Der Nutzer merkt auf den meisten Betriebssystemen nichts davon, weil Eingabegeräte meist ohne Zutun des Anwenders ins System eingebunden werden.
Ende 2014 wurde BadUSB von Sicherheitsforschern bestätigt.

## Externe Festplatte
Externe USB-Festplatten bestehen im Allgemeinen aus einem Gehäuse mit Adapterplatine USB-auf-Festplattenanschluss (meist Serial ATA). Das eingesetzte Festplattenlaufwerk ist meist ein Modell, das ebenso direkt in einen Computer eingebaut werden kann. Aufgrund des hohen Anlaufstroms, den die Festplatte benötigt, um ihre Platte in Rotation zu versetzen, ist oft ein zusätzliches Netzteil notwendig; manche Gehäuse besitzen auch einen Lüfter wegen der entstehenden Abwärme.
Die Datenübertragung erfolgt dabei mit dem USB Attached SCSI Protocol (UASP), welches im Gegensatz zu dem bei USB-Speichersticks eingesetzten Protokoll Bulk-Only-Transport (BOT) einen höheren Datendurchsatz erlaubt.
Da die meisten SSDs die gleichen Daten- und Stromanschlüsse besitzen wie (interne) Festplatten, können sie meist problemlos anstatt einer Festplatte in ein „USB-Gehäuse“ eingebaut werden. Sie benötigen im Allgemeinen keinen erhöhten Anlaufstrom.

## Risiken
Die Nutzung und Datenübertragung mittels USB-Massenspeicher kann generell zu Sicherheitsproblemen beispielsweise in Unternehmen führen, da ihre Nutzung nicht der Kontrolle und Wartung durch die Systemadministratoren unterliegt. Das betrifft nicht nur Lizenz- und Updateprobleme mobiler Software, sondern auch den Datenaustausch mit Computern außerhalb der Firma, wodurch potentielle Schadsoftware eingeschleust werden kann oder Daten unkontrolliert aus der Firma gegeben werden können. In vielen Unternehmen ist der Einsatz mobiler Datenträger deshalb verboten oder auf spezielle Anwendungsgebiete beschränkt. Das United States Strategic Command hat im November 2008 den Einsatz von persönlichen USB-Sticks und weiterer tragbarer Speichermedien im eigenen Rechnernetz verboten, um es vor weiteren Computerwurm-Angriffen zu schützen. Viele Speichersticks lassen sich nicht zuverlässig löschen und können so trotz sorgfältiger Handhabung zur unbewussten Herausgabe von Daten führen.
Bei USB-Sticks mit vermeintlich sicherer, NIST-zertifizierter Hardware-Verschlüsselung konnten die Daten in mehreren Fällen mittels eines einfachen Angriffsverfahrens entschlüsselt werden.
In der breiten Öffentlichkeit wird ein USB-Stick als ein Speichermedium aufgefasst, ähnlich wie eine Diskette, „aber in Wahrheit ist es ein Computer, der über ein Netzwerk mit dem Host spricht. Das Gerät kann alle Daten senden, die es will.“ Vor diesem Hintergrund sind USB-Sticks mit fallspezifischem Verhalten möglich – spezieller Tarnmodus, Hackmodus oder auch Selbstlöschung, wenn versucht wird, eine unautorisierte Komplettkopie durchzuführen.

## Kombinationen
Einige USB-Massenspeicher kombinieren mehrere Funktionen in einem. Die Grundfunktion ist meist die des Massenspeichers, dieser befindet sich beispielsweise innerhalb einer Uhr oder eines Schweizer Taschenmessers oder ist kombiniert mit einem MP3-Player, Diktiergerät, Radio oder Digitalkamera.

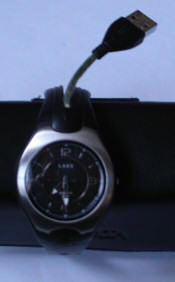
Armbanduhr mit USB-Speicher (LAKS Memory 64 MB)
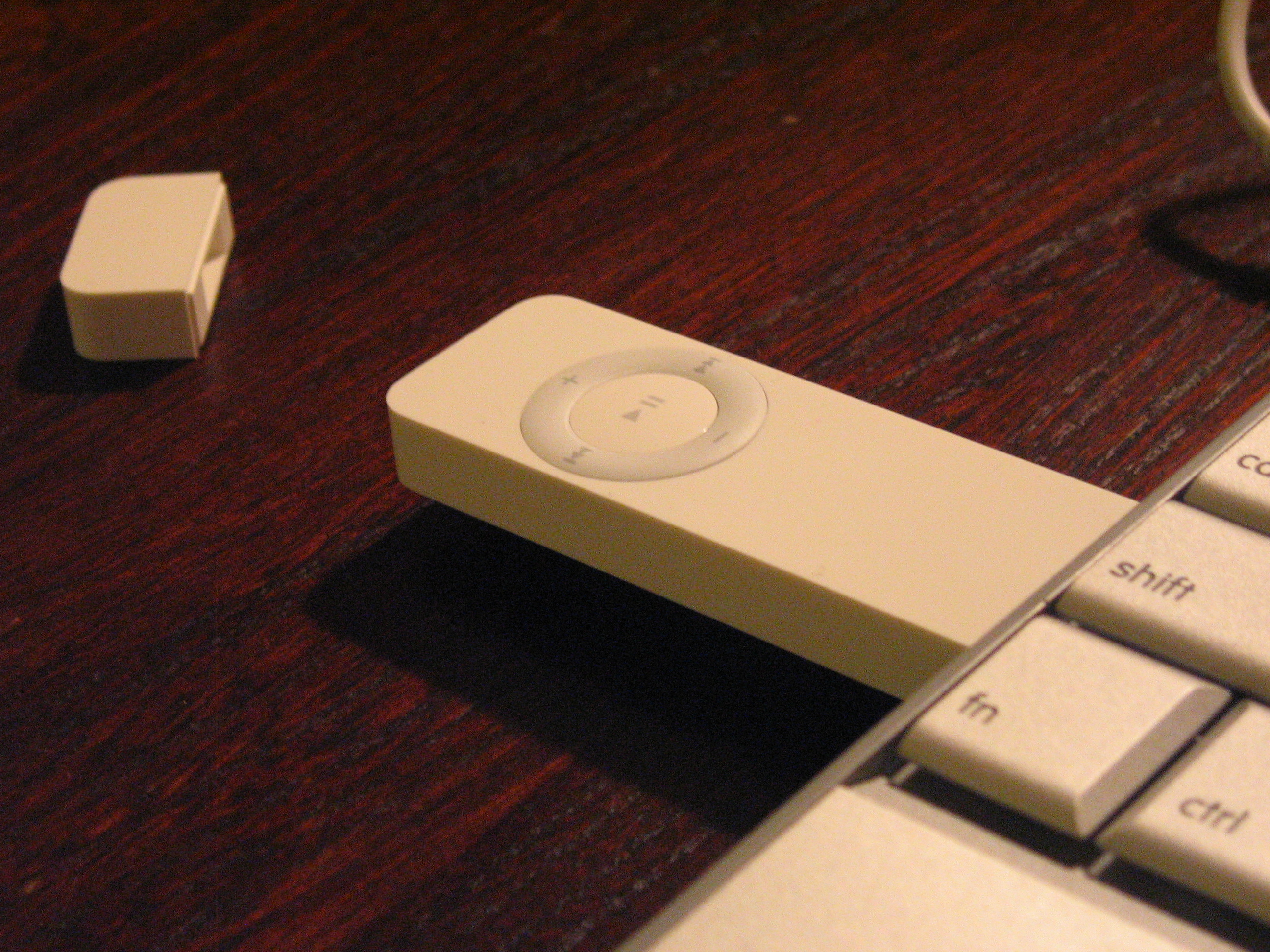
USB-Audio-Player (iPod shuffle) an Notebook